# Pharrell Williams
Pharrell Williams (* 5. dubna 1973 Virginia Beach, Virginie) je americký zpěvák, rapper, producent, skladatel a zakladatel labelu Star Trak Records. Je držitelem deseti cen Grammy. Pharrell tvoří jednu část známého producentského dua The Neptunes, které tvořil s Chadem Hugem. Také je leaderem rockové skupiny N.E.R.D. a spoluzakladatelem módních značek Billionaire Boys Club a Ice Cream Clothing. Za dobu svého působení na scéně stihl spolupracovat s rapovými superstars, jako jsou Snoop Dogg, Nelly, Busta Rhymes nebo Jay-Z, ale i s hvězdami rnb, jako je například Janet Jacksonová, Kelis nebo Mariah Carey. Pharrellovy dovednosti však občas využijí i interpreti, kteří již spadají spíš do kategorie pop. Jedná se například o Britney Spears, *NSYNC a další.

## Kariéra

### Hudební producent
Jako polovina dua The Neptunes vytvořil spoustu písní pro známé osobnosti jako jsou například: P. Diddy, Snoop Dogg, Jay-Z, Britney Spears, T.I., Babyface, Busta Rhymes, Nelly, Janet Jacksonová, Justin Timberlake, Beyoncé, Mary J. Blige a Gwen Stefani.
V roce 2004 obdržel cenu Grammy za produkci alba Justina Timberlakea Justified.
Roku 2010 produkoval hudbu k filmu Já, padouch (Despicable Me). Roku 2013 pak pro pokračování Já, padouch 2.

### N.E.R.D.
Se svou skupinou N.E.R.D., kterou mimo něj tvoří Chad Hugo a Shay Haley, a která kombinuje prvky rocku, funku a hip hopu, vydal čtyři alba. A to dvě zlatá alba In Search Of… (2002) a Fly or Die (2004). Ty následovaly již méně úspěšná Seeing Sounds (2008) a Nothing (2010).

### In My Mind (2006)
Jeho debutová sólová deska byla vydána v červenci 2006 a dostala název In My Mind. Celosvětově se prodalo přes 800 000 kusů. Z alba pochází singly „Can I Have It Like That“ (ft. Gwen Stefani) (49. příčka) a „Number One“ (ft. Kanye West) (57. příčka).
V roce 2007 obdržel cenu Grammy za spolupráci na písni „Money Maker“ od Ludacrise.

### G I R L (2013–2014)
V roce 2013 vydal singl „Happy“, který původně pocházel ze soundtracku k filmu Já, padouch 2. Píseň se stala hitem a vedla k rozhodnutí, že Pharrell po osmi letech vydá nové sólové album. Deska G I R L byla vydána v březnu 2014. Ve stejné době singl „Happy“ dosáhl prvního místa v žebříčku Billboard Hot 100, jedná se tak o jeho nejúspěšnější sólo singl. V USA se píseň stala 6x platinovou s prodejem kolem šesti milionů kusů. Na albu hostovali Justin Timberlake, Miley Cyrus a Alicia Keys. Veškerou hudbu si produkoval sám Pharrell. Album debutovalo na 2. příčce žebříčku Billboard 200 se 113 000 prodanými kusy v první týden prodeje v USA. Celkem se v USA prodalo 519 500 kusů. V USA se tak stala zlatou. Druhý singl, píseň „Marilyn Monroe“, v USA nezabodoval, ale byl vcelku úspěšný v Evropě. Třetí singl „Come Get It Bae“ byl naopak opět velmi úspěšný v USA.
Na 56. předávání hudebních cen Grammy, konaném v lednu 2014, získal čtyři ceny, a to za nejlepšího hudebního producenta, album roku (Random Access Memories od Daft Punk (jako přizvaný umělec)), nejlepší nahrávku roku a nejlepší počin pop dua/skupiny (obě za „Get Lucky“ (s Daft Punk)). V roce 2014 získal nominaci na cenu Oscar za píseň „Happy“.
Na 57. předávání hudebních cen Grammy, konaném v únoru 2015, získal tři ceny, a to za nejlepší živé vystoupení (píseň „Happy“), nejlepší videoklip (píseň „Happy“) a nejlepší současné urban album (GIRL).

## Diskografie

### Studiová alba
- In My Mind (2006)
- Girl (2014)

### Kolaborační alba

#### S „The Neptunes“
| Rok  | Album                                                                        | Hitparáda | Ocenění |
| Rok  | Album                                                                        | US 200    | Ocenění |
| ---- | ---------------------------------------------------------------------------- | --------- | ------- |
| 2003 | The Neptunes Present… Clones - Vydáno: 19. srpna 2003 - Vydavatel: Star Trak | 1         | US: /   |

#### Se skupinou N.E.R.D.
| Rok  | Album                                                                                 | Nejvyšší umístění v hitparádě | Nejvyšší umístění v hitparádě | Nejvyšší umístění v hitparádě | Ocenění   |
| Rok  | Album                                                                                 | US 200                        | UK                            | FRA                           | Ocenění   |
| ---- | ------------------------------------------------------------------------------------- | ----------------------------- | ----------------------------- | ----------------------------- | --------- |
| 2002 | In Search of… - Vydáno: 12. března 2002 - Vydavatel: Virgin Records                   | 56                            | 28                            | -                             | US: zlaté |
| 2004 | Fly or Die - Vydáno: 23. března 2004 - Vydavatel: Virgin Records                      | 6                             | 4                             | 31                            | US: zlaté |
| 2008 | Seeing Sound - Vydáno: 10. června 2008 - Vydavatel: Star Trak, Interscope             | 7                             | 20                            | 45                            | US: /     |
| 2010 | Nothing - Vydáno: 2. listopadu 2010 - Vydavatel: Star Trak, Interscope                | 20                            | 83                            | 43                            | US: /     |
| 2017 | No One Ever Really Dies - Vydáno: 15. prosince 2017 - Vydavatel: I Am Other, Columbia | 31                            | 80                            | -                             | US: /     |